# Регентски съвет (Полша)
Регентският съвет на Кралство Полша е полунезависима и временно най-висша институция (държавен глава) по врене на Първата световна война, формиран от Германия и Австро-Унгария в окупираните полски територии през септември 1917 г. Предназначен е да бъде на власт до назначението на нов крал или регент. През октомври 1918 г. поема командването на Полската кралска армия, а през ноември същата година назначава Йозеф Пилсудски е назначен за главнокомандващ на Полските сили от Регентския съвет и му е поверено създаването на национално правителство на Полша, чиято независимост обявява същия ден.